# Live in Sydney
Live in Sydney DVD je izdanje s turneje od Kylie Minogue On A Night Like This Tour. Režirao ga je Hamish Hamilton. Na DVD-u je ekskluzivne snimke događaja iza pozornice uključujući pogled u kabine plesačica te šale koje je Kylie govorila nazvane 'Will Kylie Crack.' DVD je u Australiji dobio 3 platinaste certifikacije.

## Popis pjesama
1. "Love Boat"
2. "Kookachoo"
3. "Hand on Your Heart"
4. "Put Yourself in My Place"
5. "On a Night Like This"
6. "Step Back in Time"/"Never Too Late"/"Wouldn't Change a Thing"/"Turn It into Love"/"Celebration"
7. "Can't Get You out of My Head"
8. "Your Disco Needs You"
9. "I Should Be So Lucky"
10. "Better the Devil You Know"
11. "So Now Goodbye"
12. "Physical"
13. "Butterfly"
14. "Confide in Me"
15. "Kids"
16. "Shocked"
17. "Light Years"
18. "What Do I Have to Do?"
19. "Spinning Around"